# نيكون دي 3 اكس
نيكون دي 3 اكس (بالإنجليزية: nikon D3X)‏ كاميرا احترافية من إنتاج شركة نيكون 24.5 ميجا بيكسل وقد طرحت في السوق في ديسمبر 2008